# Dorfkirche Buchholz (Steinhöfel)

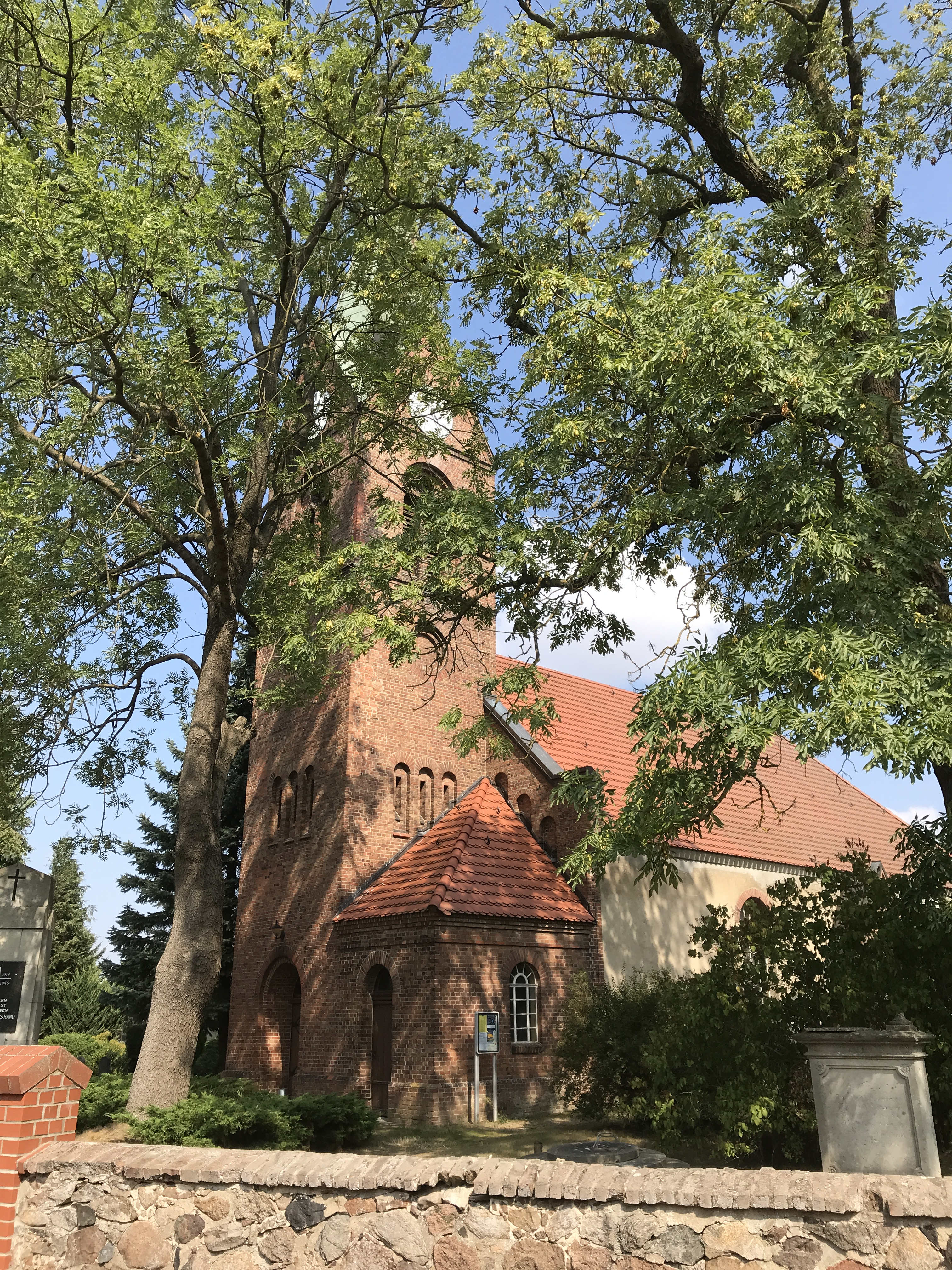
Dorfkirche Steinhöfel

Die evangelische Dorfkirche Steinhöfel ist eine Saalkirche in Buchholz, einem Ortsteil der Gemeinde Steinhöfel im Landkreis Oder-Spree im Land Brandenburg. Die Kirchengemeinde gehört zum Kirchenkreis Oderland-Spree der Evangelischen Kirche Berlin-Brandenburg-schlesische Oberlausitz.

## Lage
Die Steinhöfeler Straße führt als zentrale Verbindungsachse aus Nordwesten kommend in südöstlicher Richtung durch den Ort. Im Zentrum umspannt die nördlich verlaufende Dorfstraße den historischen Dorfanger, auf dem die Kirche steht. Das Grundstück ist mit einer Mauer aus unbehauenen und nicht lagig geschichteten Feldsteinen eingefriedet.

## Geschichte
Über die Baugeschichte der Kirche ist bislang nicht viel bekannt. Das Dehio-Handbuch äußert sich auch dementsprechend vorsichtig und spricht lediglich von einem mittelalterlichen Bauwerk. Das Brandenburgische Landesamt für Denkmalpflege und Archäologische Landesmuseum (BLDAM) datiert den Bau „vor 1600“. Als sicher gilt hingegen, dass die Kirche in der ersten Hälfte des 18. Jahrhunderts durchgreifend erneuert wurde. Dabei erhielt sie auch den im 21. Jahrhundert noch vorhandenen Putz. 1895 errichteten Handwerker den Westturm. Die Kirchengemeinde ließ das Bauwerk in den Jahren 1955 und 1956 restaurieren.

## Baubeschreibung

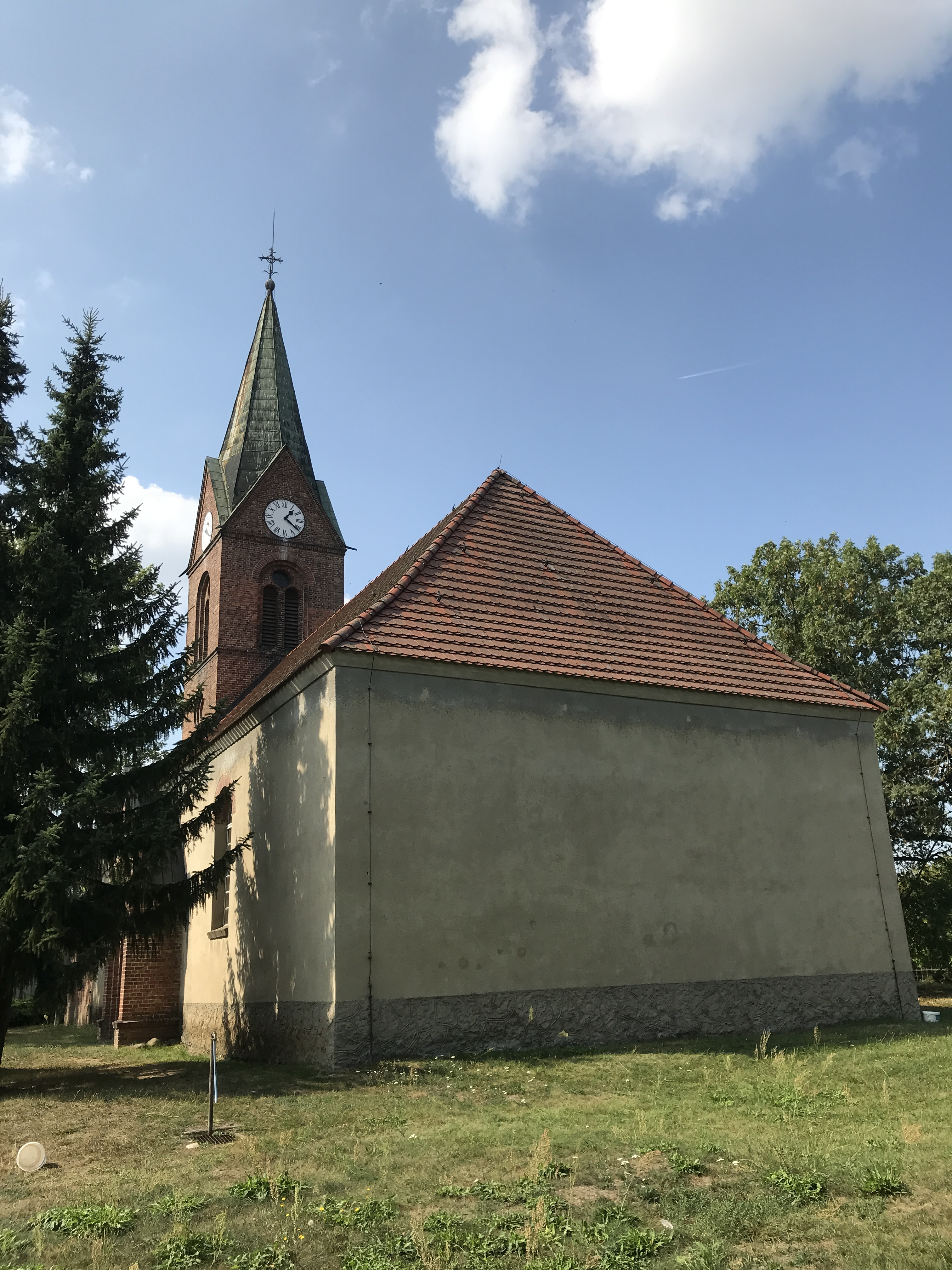
Ansicht von Südosten

Das Bauwerk wurde im Wesentlichen aus Feldsteinen errichtet, die jedoch zu einem späteren Zeitpunkt verputzt wurden. Über die Lagigkeit und eine mögliche sorgfältige Ausführung kann daher ohne weitere Untersuchungen keine Aussage gemacht werden. Da der Ort ein Geschenk Heinrichs I. an die Zisterzienser war, ist zu vermuten, dass sie auch am Bau der Kirche beteiligt waren. Damit dürfte auch eine sorgfältige Quaderung einhergehen. Die Ostwand ist gerade, nicht eingezogen und zeigt sich im 21. Jahrhundert fensterlos. Am Sockel ist ein umlaufender Rauputz.
Das Kirchenschiff hat einen rechteckigen Grundriss und ist ebenfalls vergleichsweise schlicht aufgebaut. An der Nordseite sind lediglich drei große Rundbogenfenster, deren Bögen durch rötlichen Mauerstein betont werden. Am Übergang zum schlichten Satteldach ist ein einfacher Fries. Die Südseite ist ähnlich aufgebaut. Hier befinden sich zwei große Rundbogenfenster. Mittig ist eine Vorhalle mit einem rechteckigen Grundriss. Sie wurde aus rötlichem Mauerstein errichtet und kann durch eine große Rundbogenpforte von Süden her betreten werden. Ihr Gewände ist zweifach profiliert, darüber ein Spitzgiebel.
Der schlanke Westturm ist in neuromanischen Formen erbaut worden. Er hat einen quadratischen Grundriss und ist gegenüber dem Schiff stark eingezogen. Im Westen ist eine große Rundbogenpforte, daneben nach Süden ein rechteckiger Anbau mit einer weiteren Rundbogenpforte und einem Fenster an der Südseite. An der Nordseite des Turms ist im unteren Geschoss ein kleines, rundbogenförmiges Fenster. Im mittleren Geschoss sind an der Westseite drei paarweise angeordnete, schmale und ebenfalls rundbogenförmige Fenster. Diese finden sich auch an der Nord- und Südseite, werden südlich jedoch teilweise vom Anbau überdeckt. Oberhalb ist jeweils eine kreisförmige Öffnung, die an der Nord- und Südseite als Blende ausgeführt ist. Das obere Geschoss wird durch ein umlaufendes Gesims optisch vom übrigen Baukörper abgetrennt. Dort befindet sich an jeder Seite eine große, rundbogenförmige Blende, in der je zwei gekuppelte Klangarkaden eingelassen sind. Oberhalb eines weiteren Gesimses ist an jeder Seite im Giebel eine Turmuhr, darüber ein Spitzhelm, der mit Turmkugel und Kreuz abschließt.

## Ausstattung
Zur Kirchenausstattung gehört eine barocke Kanzel aus dem Anfang des 18. Jahrhunderts. Sie wurde aus Holz gefertigt und zeigt in den Korbfeldern reliefartige Abbildungen der Evangelisten. Oberhalb ist ein Schalldeckel, der die Form einer Krone aufnimmt.
Eine Wandtafel erinnert an die Gefallenen der Befreiungskriege. Das Bauwerk ist in seinem Innern flach gedeckt.
Westlich vor dem Kirchturm erinnert eine Stele an die Gefallenen aus den Weltkriegen.